# Нурлыжол (Мактааральский район)
Нурлыжол (каз. Нұрлыжол, до 2000 г. — Целинное) — село в Мактааральском районе Туркестанской области Казахстана. Входит в состав Жанажолского сельского округа. Код КАТО — 514455900.

## Население
В 1999 году население села составляло 618 человек (334 мужчины и 284 женщины). По данным переписи 2009 года, в селе проживало 848 человек (422 мужчины и 426 женщин).